# Ваценко, Иван Зиновьевич
Иван Зиновьевич Ваценко (1787—1846) — тайный советник, член Совета военного министра, сенатор.

## Биография
Происходил из малороссийских дворян, родился в 1787 году (по другим ошибочным данным — в 1783 году) в Екатеринославском наместничестве. Получил домашнее образование.
17 августа 1795 года определён на службу в Екатеринославскую консисторию, где в 1800 году получил звание канцеляриста. Оттуда 5 июня 1800 года был переведён в Слободско-Украинскую консисторию и 31 декабря 1803 года произведён в коллежские регистраторы, а затем через два с половиной года — в губернские секретари.
25 июня 1808 года Ваценко был определён в военно-походную канцелярию главнокомандовавшего Молдавской армиею фельдмаршала князя Прозоровского. После смерти Прозоровского он по-прежнему состоял в своей должности при всех последующих главнокомандующих и находился в действующей армии до окончания всей Турецкой кампании. В августе 1809 года произведён в коллежские секретари и через два года — в титулярные советники.
С введением в 1812 году «учреждения о большой действующей армии», Ваценко был назначен правителем дел начальника Главного штаба Дунайской армии и занимал эту должность до 1824 года, находясь в период Наполеоновских войн при всех действиях русской армии как в самой России, так и в Заграничном походе. 29 января 1813 года награждён чином 7-го класса, 27 августа 1815 года произведён в военные советники и 11 ноября 1819 года пожалован чином 5-го класса.
27 апреля 1824 года был назначен для особых поручений при начальнике Главного штаба Его Императорского Величества графе И. И. Дибиче-Забалканском, пользуясь его вниманием и дружбой. Состоя в этой должности, сопровождал императора Александра I во всех его путешествиях, был пожалован золотой с бриллиантами табакеркой и 12 декабря 1824 года произведён в 4-й класс. В 1826 году состоял делопроизводителем особого комитета для выработки правил о содержании в Сибири государственных преступников (эти правила в первую очередь касались декабристов), а в следующем году по особому поручению императора Николая I был с начальником Главного штаба командирован в Грузию в качестве правителя дел. За эту командировку был награждён бриллиантовым перстнем с вензелевым изображением имени Его Величества. С 15 октября 1827 года был членом Комитета для начертания правил отчётности по департаментам Военного министерства.
24 января 1829 года назначен членом Совета военного министра с переименованием в действительные статские советники и 19 марта следующего года был назначен директором канцелярии военного министра, в каковой должности состоял по 1 мая 1832 года, когда был уволен с производством в тайные советники и оставлением в числе членов Совета военного министра впредь до его преобразования.
1 января 1833 года Ваценко повелено было присутствовать в Правительствующем сенате, в 1841 году назначен первоприсутствующим.
Скончался в Санкт-Петербурге в ночь с 11 на 12 июня 1846 года, похоронен в приделе церкви св. Троицы на Смоленском православном кладбище, где позже была погребена и его вдова Елизавета Борисовна, скончавшаяся 1 января ст. ст. 1859 г., на 49-м году от рождения.

## Награды
Среди прочих наград Ваценко имел ордена
- Орден Святого Владимира 4-й степени (29 января 1813 года)
- Орден Святой Анны 2-й степени с алмазными знаками (11 октября 1817 года)
- Орден Святого Владимира 3-й степени (21 сентября 1820 года)
- Орден Святой Анны 1-й степени (6 декабря 1828 года, императорская корона к этому ордену пожалована 22 августа 1829 года)
- Орден Святого Владимира 2-й степени (6 декабря 1830 года)
- Орден Белого орла
- Орден Святого Александра Невского (1 января 1845 года)
- прусский орден Красного орла 3-й степени (30 мая 1814 года)